# Dopante (química)
Dopante (do inglês "dopant") é uma impureza que adicionada em pequenas quantidades a uma substância pura altera as propriedades desta substância.

## Exemplos
- Boro, arsênio, e antimônio, entre outros, são usados como dopantes quando adicionados a um material semicondutor puro para alterar suas características elétricas.
- " Pedras preciosas" produzidas sinteticamente  como, por exemplo o rubi contem , as vezes, dopantes para identifica-las como artificiais.